# 尤里·卡拉耶夫
尤里·哈吉穆拉托维奇·卡拉耶夫（1966年6月21日—），白俄罗斯警官少將，2019年来担任白俄罗斯内务部部长。曾参与纳戈尔诺-卡拉巴赫冲突，1996年毕业于伏龙芝军事学院，2020年白俄罗斯示威期间参与白俄罗斯卢卡申科政权对抗议者的镇压活动。白俄羅斯內政部長（2019年6月11日至2020年10月29日），警察中將，2020年抗議期間針對平民的懲罰行動負責人。 負責任地掩蓋2020年8月選舉的結果，下令驅散和平集會，對未武裝的示威者使用橡皮子彈，槍支，手榴彈和水砲，並對白俄羅斯安全部隊和監獄進行暴力酷刑。